# Vietnamesisk poesi
I äldre vietnamesisk poesi förekom en mängd olika versformer. Under kolonialtiden utökades till en början formförrådet med influenser från fransk vers. Senare har fri vers kommit att bli dominerande.

## Den vietnamesiska versens byggstenar
Formschemana i den äldre poesin är byggda kring begrepp som antal versrader, antal stavelser per rad, rytm, rim, ton och parallellism.
- Antal versrader i dikten. En del av versformerna har ett fixerat antal rader, ibland fördelat på ett bestämt antal strofer.
- Antal stavelser per rad. I de skriftsystem som användes förr i Vietnam (chữ Hán-nôm om man skrev på vietnamesiska, chu Han om man skrev på kinesiska) representerade varje skrivtecken en stavelse, så regelbundenhet i stavelseantalet hade betydelse för både ögat och örat.
- Rytm. På vietnamesiska lägger man vanligen lite starkare betoning på den sista stavelsen i en fras. I en del av versformerna tycks raderna bestå av två- eller trestaviga element, som därmed påminner om jamber och anapester. I andra versformer kan en rad vara uppbyggd av flera fraser av varierande längd.
- Rim. Flera vietnamesiska versformer använder slutrim: två stavelser rimmar om de har samma vokal och eventuell slutkonsonant; tonen är oväsentlig i detta sammanhang. I vietnamesisk vers är man inte så noga med att rimmen ska vara perfekta: det räcker att vokal och slutkonsonant låter ungefär likadant. Så kan till exempel chính rimma på thành eller đâu på mao.
- Ton. Vietnamesiska språket har sex toner, som i skrift markeras med diakritiska tecken:
  - ngang (saknar diakritiskt tecken)
  - huyền (grav accent)
  - hỏi (hake)
  - ngã (tilde)
  - sắc (akut accent)
  - nặng (prick)

I versschemana skiljer man dock endast mellan två tonkategorier: jämn ton (bằng 平) och sned ton (trắc 仄). Härvid räknas ngang och huyền som jämna toner, de fyra övriga som sneda.
- Parallellism. I en del versformer förekommer eller krävs att vissa rader är parallella. Med detta menas att raderna är lika långa och har samma grammatiska struktur. Om till exempel stavelse 1 och 2 i den ena raden är ett adverbial ska även stavelse 1 och 2 i den andra raden vara adverbial; om stavelse 3 i den ena raden är subjekt ska även stavelse 3 i den andra raden vara subjekt och så vidare. Det är bra om raderna liknar varandra också innehållsligt.

## Genreri vietnamesisk poesi
Före 1900-talet skrevs en stor del litteraturen i Vietnam på vers, något som åtminstone delvis har att göra med att läskunnigheten var mycket låg. Texterna deklamerades inför åhörare, och de var lättare att komma ihåg om de var avfattade på regelbunden vers. Verslitteraturen rymde följaktligen många olika genrer, och i viss mån användes olika versmått i olika genrer.
I berättelser (truyện) använde man gärna versmåttet lục bát. Känslosamma utgjutelser (ngâm) skrevs ofta på song thất lục bát. Satirisk vers (vè) hade ett eget versmått. Från Kina övertog man de strängt bundna fyr- och åttaradiga versmåtten från Tangdynastin (Đường luật) men också mindre hårt reglerade äldre former (cổ phong). Parvisa meningar (câu đối) i inskriptioner, lyckönskningar och vid andra speciella tillfällen hade sitt versmått. Under kolonialtiden och senare har nya versformer framträtt.